# 82 (szám)
A 82 (római számmal: LXXXII) a 81 és 83 között található természetes szám.

## A szám a matematikában
A tízes számrendszerbeli 82-es a kettes számrendszerben 1010010, a nyolcas számrendszerben 122, a tizenhatos számrendszerben 52 alakban írható fel.
A 82 páros szám, összetett szám, azon belül félprím, kanonikus alakban a 21 · 411 szorzattal, normálalakban a 8,2 · 101 szorzattal írható fel. Négy osztója van a természetes számok halmazán, ezek növekvő sorrendben: 1, 2, 41 és 82.
Tizenötszögszám.
Pell–Lucas-szám.
Boldog szám.
Palindromszám a következő számrendszerekben: 3 (100013), 9 (1019) és 40 (2240).
Harshad-szám 3-as és 9-es számrendszerben.
A 82 egyetlen szám valódiosztóösszeg-függvényeként áll elő, ez a 158.
A 82 négyzete 6724, köbe 551 368, négyzetgyöke 9,05539, köbgyöke 4,34448, reciproka 0,012195. A 82 egység sugarú kör kerülete 515,2212 egység, területe 21 124,069 területegység; a 82 egység sugarú gömb térfogata 2 309 564,878 térfogategység.
A 82 helyen az Euler-függvény helyettesítési értéke 40, a Möbius-függvényé 1, a Mertens-függvényé −3.

## A szám mint sorszám, jelzés
A periódusos rendszer 82. eleme az ólom.